# Macrosamanea
Macrosamanea es un género de  árboles perteneciente a la familia de las fabáceas. Comprende 17 especies descritas y de estas, solo 11 aceptadas.

## Taxonomía
El género fue descrito por Britton & Rose ex Britton & Killip y publicado en Annals of the New York Academy of Sciences 35(3): 131. 1936.

## Especies aceptadas
A continuación se brinda un listado de las especies del género Macrosamanea aceptadas hasta agosto de 2012, ordenadas alfabéticamente. Para cada una se indica el nombre binomial seguido del autor, abreviado según las convenciones y usos.
- Macrosamanea amplissima (Ducke) Barneby & J.W.Grimes
- Macrosamanea consanguinea (Cowan) Barneby & J.W.Grimes
- Macrosamanea discolor (Willd.) Britton & Killip
- Macrosamanea duckei (Huber) Barneby & J.W.Grimes
- Macrosamanea froesii Barneby & J.W.Grimes
- Macrosamanea kegelii (Meissner) Kleinhoonte
- Macrosamanea macrocalyx (Ducke) Barneby & J.W.Grimes
- Macrosamanea prancei (Barneby) Barneby & J.W.Grimes
- Macrosamanea pubiramea (Steud.) Barneby & J.W.Grimes
- Macrosamanea simabifolia (Benth.) Pittier
- Macrosamanea spruceana (Benth.) Record